# Spider-Man (film, 1978)
Pour les articles homonymes, voir Spider-Man (homonymie).
Pour plus de détails, voir Fiche technique et Distribution.
Spider-Man (ス パ イ ダ ー マ ン / Supaidāman), est un court métrage de science-fiction japonais de Kōichi Takemoto, sorti en 1978.
Basé sur le personnage éponyme de Marvel Comics, il s’agit d'un spin-off de la série télévisée japonaise Spider-Man. Le film est sorti en salles au Japon le 22 juillet 1978,.
Le film se déroule entre les épisodes 10 (To the Flaming Hell: See the Tears of the Snake Woman) et 11 (Professor Monster’s Ultra Poisoning).

## Synopsis
L'armée de la Croix de fer sabote les pétroliers avec l'aide de leur monstre, le Sea-Devil, un espadon anthropomorphe semi-mécanique capable de tirer des torpilles avec sa bouche. Spider-Man emploie l'aide de l'agent d'interpol Jūzō Mamiya pour l'aider à arrêter l'armée de la Croix de Fer. Spider-Man utilise son Marveller télécommandé pour empêcher le Sea-Devil de bombarder un complexe industriel en faisant exploser ses missiles dans les airs. Après cela, le maître du monstre le fait devenir géant et Spider-Man doit utiliser son Marveller pour se transformer en un Mech Géant (Robot de combat) pour combattre le monstre, après avoir échangé des coups, Spider-Man utilise l'épée géante des Mechs pour désintégrer le Sea-Devil,.

## Fiche technique
Sauf indication contraire, les informations mentionnées dans cette section peuvent être confirmées par la base de données cinématographiques IMDb,  présente dans la section « Liens externes ».
- Titre original : ス パ イ ダ ー マ ン / Supaidāman
- Titre anglophone et français : Spider-Man
- Réalisation : Kōichi Takemoto
- Scénario : Susumu Takaku, Saburo Yatsude[7]
- Musique : Chumei Watanabe
- Production : Susumu Yoshikawa
- Pays de production :  Japon
- Langue originale : japonais
- Genre : action, science-fiction
- Durée : 24 minutes
- Dates de sortie[2] :
  - Japon : 22 juillet 1978 (sortie nationale et le Festival du film Toei Manga Matsuri)

## Distribution
Sauf indication contraire, les informations mentionnées dans cette section peuvent être confirmées par la base de données cinématographiques IMDb,  présente dans la section « Liens externes ».
- Shinji Tôdô : Takuya Yamashiro / Spider-Man
- Izumi Oyama : Shinko Yamashiro
- Rika Miura : Hitomi Sakura
- Yoshiharu Yabuki : Takuji Yamashiro
- Noboru Nakaya : Jûzô Mamiya
- Mitsuo Andô : professeur Monster
- Yukie Kagawa : amazone
- Fuyuki Murakami : Dr Hiroshi Yamashiro
- Toshiaki Nishizawa : Garia
- Rie Rinehart : Rita
- Tina Margo : Bella
- Tōru Ōhira : le narrateur

## Production
Le film a été réalisé par Kōichi Takemoto et écrit par Susumu Takaku.
Le personnage de Juzo MamiyaLe est apparu pour la première fois dans le film. Il a ensuite été repris dans trois épisodes de la série, les épisodes 11, 12 et 14.
Le film a la même longueur que les épisodes de la série mais a été tourné pour le grand écran.
Les cascades du film ont été chorégraphiées et les acrobaties réalisées par le Japan Action Club (JAC).

## Accueil

### Sortie
Le film a été créé pour le festival du film Toei Manga Matsuri le 22 juillet 1978.
Il a été publié dans certains territoires non américains.
Comme le reste de la série, le film a été rendu disponible en streaming sur le site officiel de Marvel en 2009. Le film est apparu comme « épisode 0 » sur le site. Le film et les épisodes ont ensuite été retirés.